# Основи (хімія)
Осно́ви — це складні речовини, утворені металічним елементом та гідроксидними групами (OH).

## Основи за теорією Арреніуса

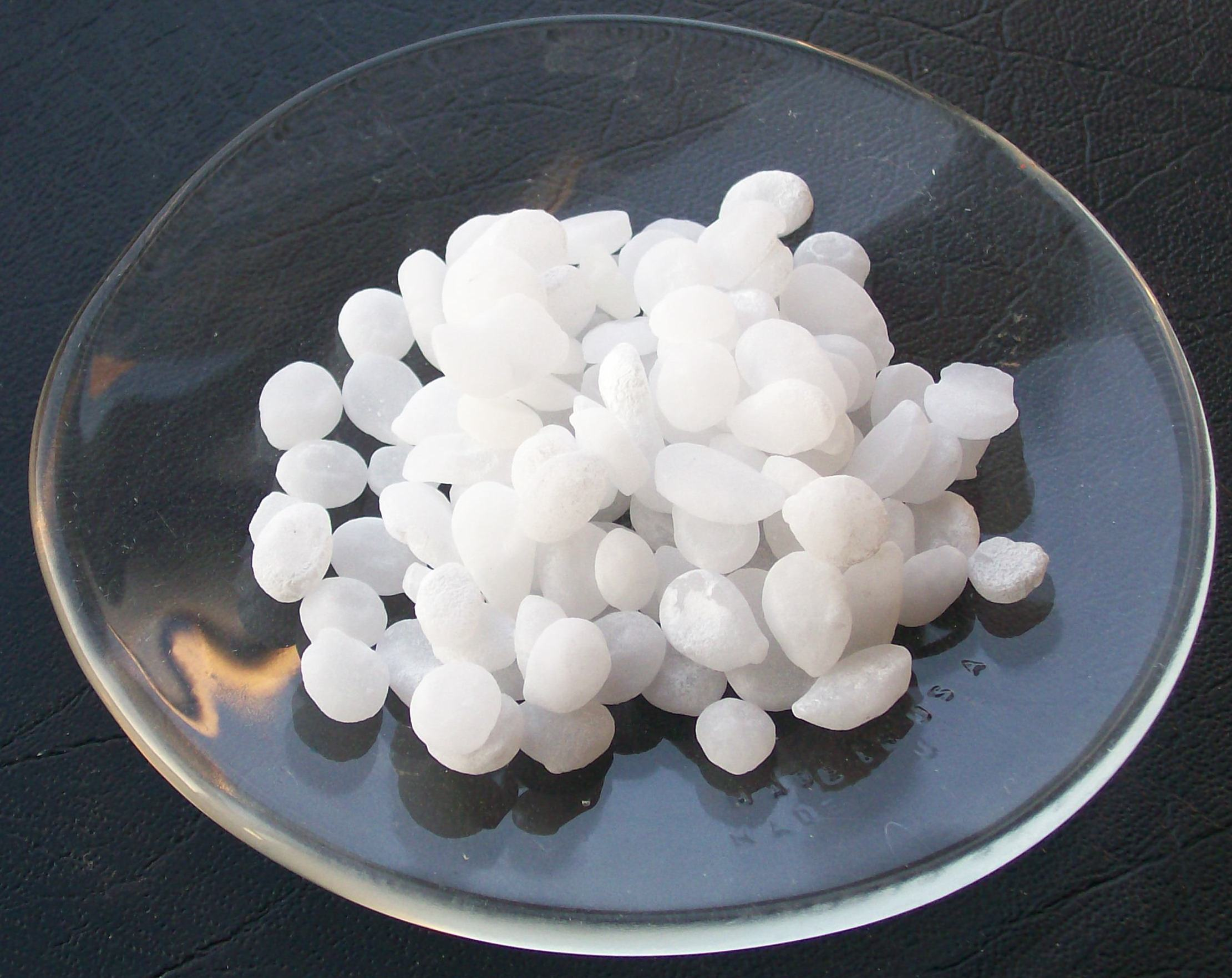
Гранули гідроксиду натрію.

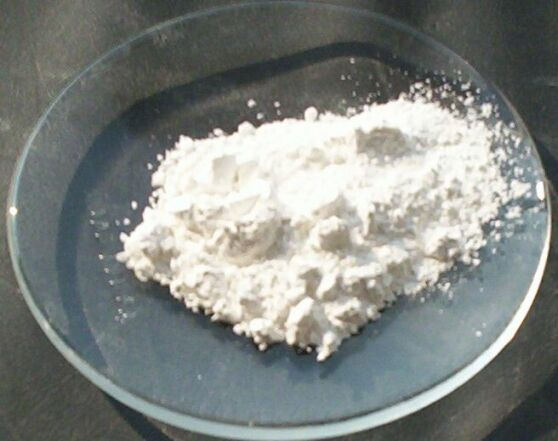
Гідроксид кальцію.

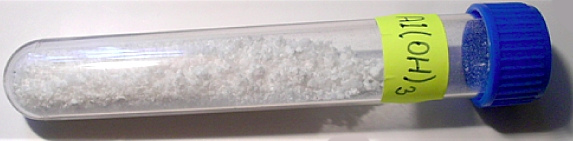
Гідроксид алюмінію.

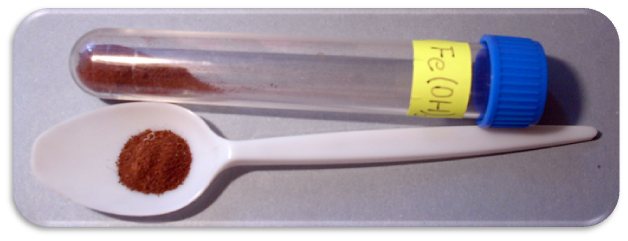
Метагідроксид заліза.

Згідно з теорією Арреніуса, основами називали електроліти, які у водному розчині дисоціюють з утворенням катіонів металу (або неметалічних катіонів, як NH4+) і аніонів лише одного типу — гідроксиду ОН–.
Наприклад:
- NaOH = Na+ + OH-
- NH4OH = NH4+ + OH-
- Ba(OH)2 = Ba2+ + 2OH-

Основи Арреніуса можна розглядати як гідроксиди основних оксидів, тобто як продукти приєднання води до основних оксидів:
- Na2O + H2O = 2NaOH
- CaO + H2O = Ca(OH)2
- BaO + H2O = Ba(OH)2

Основи Арреніуса, як і основні оксиди, при взаємодії з кислотами і ангідридами, а також з амфотерними оксидами утворюють солі, а між собою не взаємодіють.
Наприклад:
- Cu(OH)2 + 2HCl = CuCl2 + 2H2O
- Ca(OH)2 + CO2 = CaCO3 + H2О
- 2NaOH + ZnO = Na2ZnO2 + H2O

Основні гідроксиди, або основи, зображають такою загальною формулою: Ме(ОН)x, де Ме — атом металу, або металоподібної групи (як NH4), а x — число гідроксидних груп, що дорівнює валентності металу (1,2 або 3). Наприклад: NaOH, Ba(OH)2, Fe(OH)3.

### Номенклатура
Основи називають звичайно гідроксидами відповідних металів. Якщо метал має сталу валентність і утворює тільки один гідроксид, то його називають просто гідроксидом цього металу. Так, NaOH — гідроксид натрію, Ba(OH)2 — гідроксид барію. Якщо ж метал має змінну валентність і утворює кілька гідроксидів, то щоб розрізнити їх, у назвах перед словом гідроксид ставлять префікси з грецьких числівників, які показують кількість гідроксильних груп, що припадає на один атом металу. Наприклад: CuOH — моногідроксид міді, Cu(OH)2 — дигідроксид міді, Fe(OH)2 — дигідроксид заліза, Fe(OH)3 — тригідроксид заліза і т. д.
Крім того, деякі групи основ і навіть окремі основи мають спеціальні назви. Так, розчинні у воді основи називають лугами. Гідроксид натрію NaOH називається їдким натром, гідроксид калію KOH — їдким калі, гідроксид кальцію Ca(OH)2 — гашеним вапном.

### Властивості
Основи Арреніуса є твердими речовинами. Деякі з них, зокрема NaOH і KOH, у термічному відношенні досить стійкі: їх можна нагрівати до температури плавлення і навіть кипіння, і вони не розкладаються. Проте більшість основ нестійкі і при нагріванні легко розкладаються з утворенням оксидів і виділенням води.
Наприклад:
- Ca(OH)2 = CaO + H2O
- 2Fe(OH)3 = Fe2O3 + 3H2O

Більшість основ Арреніуса нерозчинні у воді. Добре розчинними є тільки основи лужних і лужноземельних металів, тобто луги. Серед лугів практично найбільш вживаними є NaOH, KOH, Ca(OH)2 і Ba(OH)2. Водні розчини їдких лугів мають їдкий мильний смак. Вони легко руйнують рослинні і тваринні тканини. Через це їх називають ще їдкими лугами.
Розчини їдких лугів мають здатність змінювати забарвлення індикаторів. Так, у лужному середовищі фіолетовий колір лакмусу змінюється на синій, помаранчевий колір метилоранжу — на ясно-жовтий, а безбарвний розчин фенолфталеїну стає фіолетовим.
Лужні властивості розчинів основ обумовлюються наявністю в розчині гідроксильних іонів.
Хімічні властивості основ Арреніуса визначаються їх відношенням до кислот, ангідридів, амфотерних оксидів і солей. Найбільш характерною властивістю основ є їх здатність вступати в хімічні реакції з кислотами. Причому з кислотами взаємодіють як розчинні, так і нерозчинні основи.
Реакції взаємодії основ з кислотами називають реакціями нейтралізації.
Суть реакцій нейтралізації полягає в тому, що кислотний водень кислоти і гідроксид основи утворюють воду, а катіони металу основи і кислотні залишки утворюють сіль:
- Ba(OH)2 + 2HCl = BaCl2 + 2H2O
- Ca(OH)2 + H2SO4 = CaSO4 + 2H2O

Основи вступають у хімічні реакції також з ангідридами і амфотерними оксидами:
- 2NaOH + CO2 = Na2CO3 + H2O
- 2KOH + SO2 = K2SO3 + H2O
- 2KOH + PbO = K2PbO2 + H2O

Розчини їдких лугів взаємодіють і з розчинами солей, утворюючи нерозчинні основи:
- CuCl2 + 2NaOH = Cu(OH)2↓ + 2NaCl
- Fe2(SO4)3 + 6NaOH = 2Fe(OH)3 ↓ + 3Na2SO

### Отримання
Основи Арреніуса можна добути різними способами.
- Безпосереднім сполученням основних оксидів з водою.

Цим способом можна користуватися в тих випадках, коли основний оксид безпосередньо взаємодіє з водою.
Наприклад:
- - Na2O + H2O = 2NaOH
  - CaO + H2O = Ca(OH)2
- Взаємодією їдких лугів, з розчинами солей. Цим способом користуються в лабораторіях, коли відповідний оксид з водою безпосередньо не взаємодіє, а гідроксид нерозчинний.

Наприклад:
- - CuSO4 + 2KOH = Cu(OH)2 ↓ + K2SO4
  - FeCl3 + 3NaOH = Fe(OH)3 ↓ + 3NaCl
- Взаємодією найактивніших металів (K, Na, Ca, Ba) з водою.

Наприклад:
- - 2Na + 2H2O = 2NaOH + H2 ↑
  - Ca + 2H2O = Ca(OH)2 + H2 ↑
- Для технічного одержання NaOH і KOH широко використовують спосіб електролізу водних розчинів NaCl і KCl.

## Основа згідно з кислотно-основною теорією Бренстеда-Лоурі
Див. також Кислотно-основна теорія Бренстеда-Лоурі
Основа (основа Бренстеда) — це молекула або іон, які здатні приєднувати протони. Щоб могти приєднувати протон, основа повинна мати атом з вільною парою електронів (парою електронів, яка не входить до хімічного зв'язку). Тому основні властивості часто проявляють органічні сполуки, до яких входять Нітроген, Оксиген, Сульфур, Фосфор. І Найсильнішими основами вважають аніони.

## Основа Льюїса
Див. також Кислотно-основна теорія Льюїса
Основою Льюїса називають будь-яку частинку (молекулу, атом, іон), яка може віддавати пару неподілених електронів.

## Тверді основи
Приклади твердих основ включають:
- Суміші оксидів: SiO2, Al2O3; MgO, SiO2; CaO, SiO2[1]
- Монтовані основи: LiCO3 на кремнеземі; NR3, NH3, KNH2 на оксиді алюмінію; NaOH, KOH, монтовані на кремнеземі на оксиді алюмінію[1]
- Неорганічні хімічні речовини: BaO, KNaCO3, BeO, MgO, CaO, KCN[1]
- Аніонообмінні смоли[1]
- Деревне вугілля, оброблене при температурі 900 градусів Цельсія або активоване за допомогою N2O, NH3, ZnCl2 — NH2Cl — CO2[1]

Залежно від здатності твердої поверхні успішно утворювати спряжену основу шляхом поглинання електронейтральної кислоти, визначається основна міцність поверхні. «Кількість основних центрів на одиницю площі поверхні твердого тіла» використовується для вираження того, наскільки висока основна сила твердого каталізатора. Вчені розробили два методи вимірювання кількості основних центрів: перший — титрування бензойною кислотою за допомогою індикаторів та адсорбція газоподібної кислоти. Тверда речовина з достатньою основною силою поглинає електрично нейтральний кислий індикатор і викликає зміну кольору кислотного індикатора на колір його спряженої основи. Під час проведення методу адсорбції газоподібною кислотою використовується оксид азоту. Кількість основних ділянок визначають шляхом розрахунку кількості поглиненого діоксиду вуглецю.

## Основи як каталізатори
Основи можуть використовуватися як нерозчинні гетерогенні каталізатори для хімічних реакцій. Наприклад, каталізаторами є оксид магнію, оксид кальцію, оксид барію, фторид калію на глиноземі та деякі цеоліти. Багато перехідних металів входять до складу каталізаторів, і багато з них входять до складу основ. Каталізатори на базі основ використовуються для гідрогенізації, при міграції подвійних зв'язків, відновленні Меервейна-Пондорфа-Верлея, реакції Майкла та багатьох інших реакціях. Як CaO, так і BaO можуть бути високоактивними каталізаторами, якщо їх нагріти до високих температур.

## Використання основ
- Гідроксид натрію використовується у виробництві мила, паперу та синтетичного волокна — віскози.
- Гідроксид кальцію (гашене вапно) використовується у виробництві відбілювального порошку.
- Гідроксид кальцію також використовується для очищення від діоксиду сірки, який утворюється вихлопними газами електростанцій та заводів.[4]
- Гідроксид магнію використовується як «антацид» для нейтралізації надлишку кислоти в шлунку і лікування розладів травлення.
- Карбонат натрію використовують як пральну соду та для пом'якшення жорсткої води.
- Бікарбонат натрію (або гідрокарбонат натрію) використовується як харчова сода при приготуванні їжі, для виготовлення розпушувачів, як антацид для лікування розладів травлення та в содово-кислотних вогнегасниках.
- Гідроксид амонію використовується для видалення жирних плям з одягу.